# Драфт НБА 2017
Драфт НБА 2017 року відбувся 22 червня в Барклайс-центрі в Брукліні (Нью-Йорк). Команди Національної баскетбольної асоціації (NBA) по черзі вибирали найкращих випускників коледжів, а також інших кандидатів, офіційно зареєстрованих для участі в драфті, зокрема іноземців. 
Драфтова лотерея пройшла під час плей-оф, 16 травня.  Бостон Селтікс з різницею перемог до поразок 53–29, які були посіяні під 1-м номером у Східній конференції й досягнули фіналу східної конференції, дістали право першого вибору завдяки попередньому обміну з Бруклін Нетс, які мали найгіршу різницю в попередньому сезоні.
Цей драфт став молодшим за віком за всі попередні, в першому раунді вибрано найбільше фрешменів і найменше сеніорів; перші семеро номерів вибору всі були фрешменами. Утретє і вдруге підряд на одному драфті обрано трьох гравців з сербської команди «Мега Лекс»: (Влатко Чанчара, Огнєна Ярамаза, Альфу Кабу). Раніше це трапилося на драфтах 2014 і 2016 років. Драфт широко освітлювала телекомпанія ESPN, особливо що стосується другого номера вибору Лонзо Болла і його балакучого батька Лавара Болла.

## Драфт
| РЗ | Розігруючий захисник | АЗ | Атакувальний захисник | ЛФ | Легкий форвард | ВФ | Важкий форвард | C | Центровий |

| * | Позначає гравців, які взяли участь принаймні в одній грі матчу всіх зірок НБА і потрапили до Збірної всіх зірок НБА |
| + | Позначає гравців, які взяли участь принаймні в одній грі матчу всіх зірок НБА                                       |
| x | Позначає гравців, які принаймні один раз потрапили до Збірної всіх зірок НБА                                        |
| # | Позначає гравців, які жодного разу не грали в регулярному сезоні НБА або плей-оф                                    |

| Рнд. | Вибір | Гравець                | Поз.  | Громадянство    | Команда НБА                                                                               | Коледж/клуб                       |
| ---- | ----- | ---------------------- | ----- | --------------- | ----------------------------------------------------------------------------------------- | --------------------------------- |
| 1    | 1     | Маркелл Фульц          | PG    | США             | Філадельфія Севенті-Сіксерс (від Бруклін через Бостон)                                    | Вашингтон (Фр.)                   |
| 1    | 2     | Лонзо Болл             | PG    | США             | Лос-Анджелес Лейкерс                                                                      | УКЛА (Фр.)                        |
| 1    | 3     | Джейсон Тейтум         | SF    | США             | Бостон Селтікс (від Сакраменто через Філадельфія)                                         | Дьюк (Фр.)                        |
| 1    | 4     | Джош Джексон           | SF    | США             | Фінікс Санз                                                                               | Канзас (Фр.)                      |
| 1    | 5     | Де'Аарон Фокс          | PG    | США             | Сакраменто Кінґс (від Філадельфії                                                         | Кентуккі (Фр.)                    |
| 1    | 6     | Джонатан Ісаак         | SF/PF | США             | Орландо Меджик                                                                            | Флорида Стейт (Фр.)               |
| 1    | 7     | Лаурі Маркканен        | PF/C  | Фінляндія       | Міннесота Тімбервулвз (проданий у Чикаго Буллз)                                           | Аризона (Фр.)                     |
| 1    | 8     | Франк Нтілікіна        | PG    | Франція         | Нью-Йорк Нікс                                                                             | SIG Strasbourg (Франція)          |
| 1    | 9     | Денніс Сміт (молодший) | PG    | США             | Даллас Маверікс                                                                           | НК Стейт (Фр.)                    |
| 1    | 10    | Зак Коллінс            | C     | США             | Сакраменто Кінґс (від Нью-Орлінс, проданий у Портленд Трейл-Блейзерс)                     | Гонзага (Фр.)                     |
| 1    | 11    | Малік Монк             | SG    | США             | Шарлотт Горнетс                                                                           | Кентуккі (Фр.)                    |
| 1    | 12    | Люк Кеннард            | SG    | США             | Детройт Пістонс                                                                           | Дьюк (Соф.)                       |
| 1    | 13    | Донован Мітчелл        | SG    | США             | Денвер Наггетс (проданий у Юта Джаз)                                                      | Луїсвілл (Соф.)                   |
| 1    | 14    | Бам Адебайо            | C     | США             | Маямі Гіт                                                                                 | Кентуккі (Фр.)                    |
| 1    | 15    | Джастін Джексон        | SF    | США             | Портленд Трейл-Блейзерс (проданий у Сакраменто Кінґс)                                     | Північна Кароліна (Дж.)           |
| 1    | 16    | Джастін Паттон         | C     | США             | Чикаго Буллз (проданий у Міннесота)                                                       | Крейгтон (Фр.)                    |
| 1    | 17    | Ді Джей Вілсон         | PF    | США             | Мілвокі Бакс                                                                              | Мічиган (Дж.)                     |
| 1    | 18    | Ті Джей Ліф            | PF    | Ізраїль         | Індіана Пейсерз                                                                           | УКЛА (Фр.)                        |
| 1    | 19    | Джон Коллінс           | PF    | США             | Атланта Гокс                                                                              | Вейк Форест (Соф.)                |
| 1    | 20    | Гаррі Джайлс           | PF/C  | США             | Портленд Трейл-Блейзерс (від Мемфіс через Денвер і Клівленд, проданий у Сакраменто Кінґс) | Дьюк (Фр.)                        |
| 1    | 21    | Терренс Фергюсон       | SG    | США             | Оклахома-Сіті Тандер                                                                      | Аделаїда Сеті Сіксерз (Австралія) |
| 1    | 22    | Джаретт Аллен          | C     | США             | Бруклін Нетс (від Вашингтон)                                                              | Техас (Фр.)                       |
| 1    | 23    | Оу Джі Анунобі         | SF    | Велика Британія | Торонто Репторз (від ЛА Кліпперс через Мілвокі)                                           | Індіана (Соф.)                    |
| 1    | 24    | Тайлер Лайдон          | PF    | США             | Юта Джаз (проданий у Денвер Наггетс)                                                      | Сірак'юс (Соф.)                   |
| 1    | 25    | Анжейс Пасечнікс       | C     | Латвія          | Орландо Меджик (від Торонто, проданий у Філадельфія Севенті-Сіксерс)                      | Гербалайф Гран Канарія (Іспанія)  |
| 1    | 26    | Калеб Сваніган         | PF    | США             | Портленд Трейл-Блейзерс (від Клівленд)                                                    | Пердью (Соф.)                     |
| 1    | 27    | Кайл Кузьма            | PF    | США             | Бруклін Нетс (від Бостон, проданий у Лос-Анджелес Лейкерс)                                | Юта (Дж.)                         |
| 1    | 28    | Тоні Бредлі            | PF/C  | США             | Лос-Анджелес Лейкерс (від Х'юстон, проданий у Юта Джаз)                                   | Північна Кароліна (Фр.)           |
| 1    | 29    | Деррік Вайт            | PG/SG | США             | Сан-Антоніо Сперс                                                                         | Колорадо (Ср.)                    |
| 1    | 30    | Джош Гарт              | SG    | США             | Юта Джаз (від Голден-Стейт, проданий у Лос-Анджелес Лейкерс)                              | Вілланова (Ср.)                   |
| 2    | 31    | Френк Джексон          | PG    | США             | Шарлотт Горнетс (від Бруклін через Атланта Гокс, проданий у Нью-Орлінс Пеліканс)          | Дьюк (Фр.)                        |
| 2    | 32    | Дейвон Рід             | SG    | США             | Фінікс Санз                                                                               | Маямі (Ср.)                       |
| 2    | 33    | Веслі Івунду           | SF    | США             | Орландо Меджик (від ЛА Лейкерс)                                                           | Канзас Стейт (Ср.)                |
| 2    | 34    | Френк Мейсон III       | PG    | США             | Сакраменто Кінґс (від Філадельфія через Нью-Орлінс)                                       | Канзас (Ср.)                      |
| 2    | 35    | Айван Рабб             | PF    | США             | Орландо Меджик (проданий у Мемфіс Ґріззліс)                                               | Каліфорнія (Соф.)                 |
| 2    | 36    | Джона Болден           | PF    | Австралія       | Філадельфія Севенті-Сіксерс (від Нью-Йорк через Юта і Торонто)                            | FMP Beograd (Сербія)              |
| 2    | 37    | Семі Оджелеє           | SF/PF | США             | Бостон Селтікс (від Міннесота через Фінікс)                                               | СМУ (Дж.)                         |
| 2    | 38    | Джордан Белл           | PF    | США             | Чикаго Буллз (від Сакраменто через Клівленд, проданий у Голден-Стейт Ворріорс)            | Орегон (Дж.)                      |
| 2    | 39    | Джаван Еванс           | PG    | США             | Філадельфія Севенті-Сіксерс (від Даллас, проданий у Лос-Анджелес Кліпперс)                | Оклахома Стейт (Соф.)             |
| 2    | 40    | Двейн Бейкон           | SG    | США             | Нью-Орлінс Пеліканс (проданий у Шарлотт Горнетс)                                          | Флорида Стейт (Соф.)              |
| 2    | 41    | Тайлер Дорсі           | SG    | Греція          | Атланта Гокс (від Шарлотт)                                                                | Орегон (Соф.)                     |
| 2    | 42    | Томас Браянт           | PF    | США             | Юта Джаз (від Детройт, проданий у Лос-Анджелес Лейкерс)                                   | Індіана (Соф.)                    |
| 2    | 43    | Ізая Гартенштайн       | PF/C  | Німеччина       | Х'юстон Рокетс (від Денвер)                                                               | Жальгіріс (Литва)                 |
| 2    | 44    | Дам'єн Дотсон          | SG    | США             | Нью-Йорк Нікс (від Чикаго)                                                                | Х'юстон (Ср.)                     |
| 2    | 45    | Діллон Брукс           | SF    | Канада          | Х'юстон Рокетс (від Портленд, проданий у Мемфіс Ґріззліс)                                 | Орегон (Дж.)                      |
| 2    | 46    | Стерлінг Браун         | SG    | США             | Філадельфія Севенті-Сіксерс (від Маямі через Атланта) проданий у Мілвокі Бакс)            | СМУ (Ср.)                         |
| 2    | 47    | Айк Анігбогу           | C     | США             | Індіана Пейсерз                                                                           | УКЛА (Фр.)                        |
| 2    | 48    | Сіндаріус Торнвелл     | SG    | США             | Мілвокі Бакс (проданий у Лос-Анджелес Кліпперс)                                           | Південна Кароліна (Ср.)           |
| 2    | 49    | Влатко Чанчар          | SF    | Словенія        | Денвер Наггетс (від Мемфіс через Оклахома Сіті)                                           | Мега Лекс (Сербія)                |
| 2    | 50    | Матіас Лессор          | PF/C  | Франція         | Філадельфія Севенті-Сіксерс (від Атланта)                                                 | Nanterre 92 (Франція)             |
| 2    | 51    | Монте Морріс           | PG    | США             | Денвер Наггетс (від Оклахома Сіті)                                                        | Айова Стейт (Ср.)                 |
| 2    | 52    | Едмонд Самнер          | PG    | США             | Нью-Орлінс Пеліканс (від Вашингтон, проданий у Індіана Пейсерз)                           | Зав'єр (Дж.)                      |
| 2    | 53    | Кадім Аллен            | SG    | США             | Бостон Селтікс (від Клівленд)                                                             | Аризона (Ср.)                     |
| 2    | 54    | Алек Пітерс            | SF    | США             | Фінікс Санз (від Торонто)                                                                 | Валперейзо (Ср.)                  |
| 2    | 55    | Найджел Вільямс-Госс   | PG    | США             | Юта Джаз                                                                                  | Гонзага (Дж.)                     |
| 2    | 56    | Джабарі Берд           | SG    | США             | Бостон Селтікс (від ЛА Кліпперс)                                                          | Каліфорнія (Ср.)                  |
| 2    | 57    | Александар Везенков    | PF    | Болгарія        | Бруклін Нетс (від Бостон)                                                                 | FC Barcelona Lassa (Іспанія)      |
| 2    | 58    | Огнєн Ярамаз           | PG    | Сербія          | Нью-Йорк Нікс (від Х'юстон)                                                               | Мега Лекс (Сербія)                |
| 2    | 59    | Джерон Блоссомгейм     | SF    | США             | Сан-Антоніо Сперс                                                                         | Клемсон (Ср.)                     |
| 2    | 60    | Альфа Каба             | PF/C  | Франція         | Атланта Гокс (від Голден-Стейт через Філадельфія і Юта)                                   | Мега Лекс (Сербія)                |

## Драфтова лотерея
НБА щорічно проводить лотерею перед драфтом, щоб визначити порядок вибору на драфті командами, які не потрапили до плей-оф у попередньому сезоні. Кожна команда, яка не потрапила до плей-оф, має шанс виграти один з трьох перших виборів, проте клуби, які показали найгірше співвідношення перемог до поразок у минулому сезоні, мають найбільші шанси на це. Після того, як визначено перші три вибори, решта команд відсортовуються відповідно до їх результатів у попередньому сезоні. У таблиці представлено шанси команд, що не потрапили до плей-оф, отримати номери посіву від 1 до 14. 
Лотерея 2017 року відбулася 16 травня.
|  | Позначає дійсний результат лотереї |

| Команда НБА                     | Результати в сезоні 2016–2017 | Шанси в лотереї | Ймовірності лотереї | Ймовірності лотереї | Ймовірності лотереї | Ймовірності лотереї | Ймовірності лотереї | Ймовірності лотереї | Ймовірності лотереї | Ймовірності лотереї | Ймовірності лотереї | Ймовірності лотереї | Ймовірності лотереї | Ймовірності лотереї | Ймовірності лотереї | Ймовірності лотереї |
| Команда НБА                     | Результати в сезоні 2016–2017 | Шанси в лотереї | 1-й                 | 2-й                 | 3-й                 | 4-й                 | 5-й                 | 6-й                 | 7-й                 | 8-й                 | 9-й                 | 10-й                | 11-й                | 12-й                | 13-й                | 14-й                |
| ------------------------------- | ----------------------------- | --------------- | ------------------- | ------------------- | ------------------- | ------------------- | ------------------- | ------------------- | ------------------- | ------------------- | ------------------- | ------------------- | ------------------- | ------------------- | ------------------- | ------------------- |
| Бостон Селтікс1[›]              | 53–29                         | 250             | ,250                | ,215                | ,178                | ,357                | –                   | –                   | –                   | –                   | –                   | –                   | –                   | –                   | –                   | –                   |
| Фінікс Санз                     | 24–58                         | 199             | ,199                | ,188                | ,171                | ,319                | ,123                | –                   | –                   | –                   | –                   | –                   | –                   | –                   | –                   | –                   |
| Лос-Анджелес Лейкерс            | 26–56                         | 156             | ,156                | ,157                | ,156                | ,226                | ,265                | ,040                | –                   | –                   | –                   | –                   | –                   | –                   | –                   | –                   |
| Філадельфія Севенті-Сіксерс2[›] | 28–54                         | 119             | ,119                | ,126                | ,133                | ,099                | ,350                | ,161                | ,013                | –                   | –                   | –                   | –                   | –                   | –                   | –                   |
| Орландо Меджик                  | 29–53                         | 88              | ,088                | ,097                | ,107                | –                   | ,261                | ,359                | ,084                | ,004                | –                   | –                   | –                   | –                   | –                   | –                   |
| Міннесота Тімбервулвз           | 31–51                         | 53              | ,053                | ,060                | ,070                | –                   | –                   | ,439                | ,331                | ,045                | ,001                | –                   | –                   | –                   | –                   | –                   |
| Нью-Йорк Нікс                   | 31–51                         | 53              | ,053                | ,060                | ,070                | –                   | –                   | –                   | ,572                | ,226                | ,018                | ,000                | –                   | –                   | –                   | –                   |
| Сакраменто Кінґс2[›]            | 32–50                         | 28              | ,028                | ,033                | ,039                | –                   | –                   | –                   | –                   | ,725                | ,168                | ,008                | ,000                | –                   | –                   | –                   |
| Даллас Маверікс                 | 33–49                         | 17              | ,017                | ,020                | ,024                | –                   | –                   | –                   | –                   | –                   | ,813                | ,122                | ,004                | ,000                | –                   | –                   |
| Нью-Орлінс Пеліканс3[›]         | 34–48                         | 11              | ,011                | ,013                | ,016                | –                   | –                   | –                   | –                   | –                   | –                   | ,870                | ,089                | ,002                | ,000                | –                   |
| Шарлотт Горнетс                 | 36–46                         | 8               | ,008                | ,009                | ,012                | –                   | –                   | –                   | –                   | –                   | –                   | –                   | ,907                | ,063                | ,001                | ,000                |
| Детройт Пістонс                 | 37–45                         | 7               | ,007                | ,008                | ,010                | –                   | –                   | –                   | –                   | –                   | –                   | –                   | –                   | ,935                | ,039                | ,000                |
| Денвер Наггетс                  | 40–42                         | 6               | ,006                | ,007                | ,009                | –                   | –                   | –                   | –                   | –                   | –                   | –                   | –                   | –                   | ,960                | ,018                |
| Маямі Гіт                       | 41–41                         | 5               | ,005                | ,006                | ,007                | –                   | –                   | –                   | –                   | –                   | –                   | –                   | –                   | –                   | –                   | ,982                |

^ 1: Бостон Селтікс використали опцію обміну піків першого раунду з Бруклін Нетс (статистика ігор 20–62) 3 квітня 2017. Вони продали пік Філадельфія Севенті-Сіксерс за чотири дні перед драфтом.

^ 2: Філадельфія Севенті-Сіксерс використали опцію обміну піків першого раунду з Сакраменто Кінґс після того, як було відомо про перші три команди. Вони обмінялись своїми піками з Бостоном за чотири дні перед початком драфту.

^ 3: Пік першого раунду Нью-Орлінс Пеліканс було передано до Сакраменто Кінґс так як він випав поза першою трійкою.

## Угоди щодо драфт-піків

### Угоди перед драфтом
До дня драфту відбулись такі угоди, результатом яких став обмін драфт-піками між командами.
1. 1 2 3 4  12 липня 2013: від Бруклін Нетс до Бостон Селтікс[5]

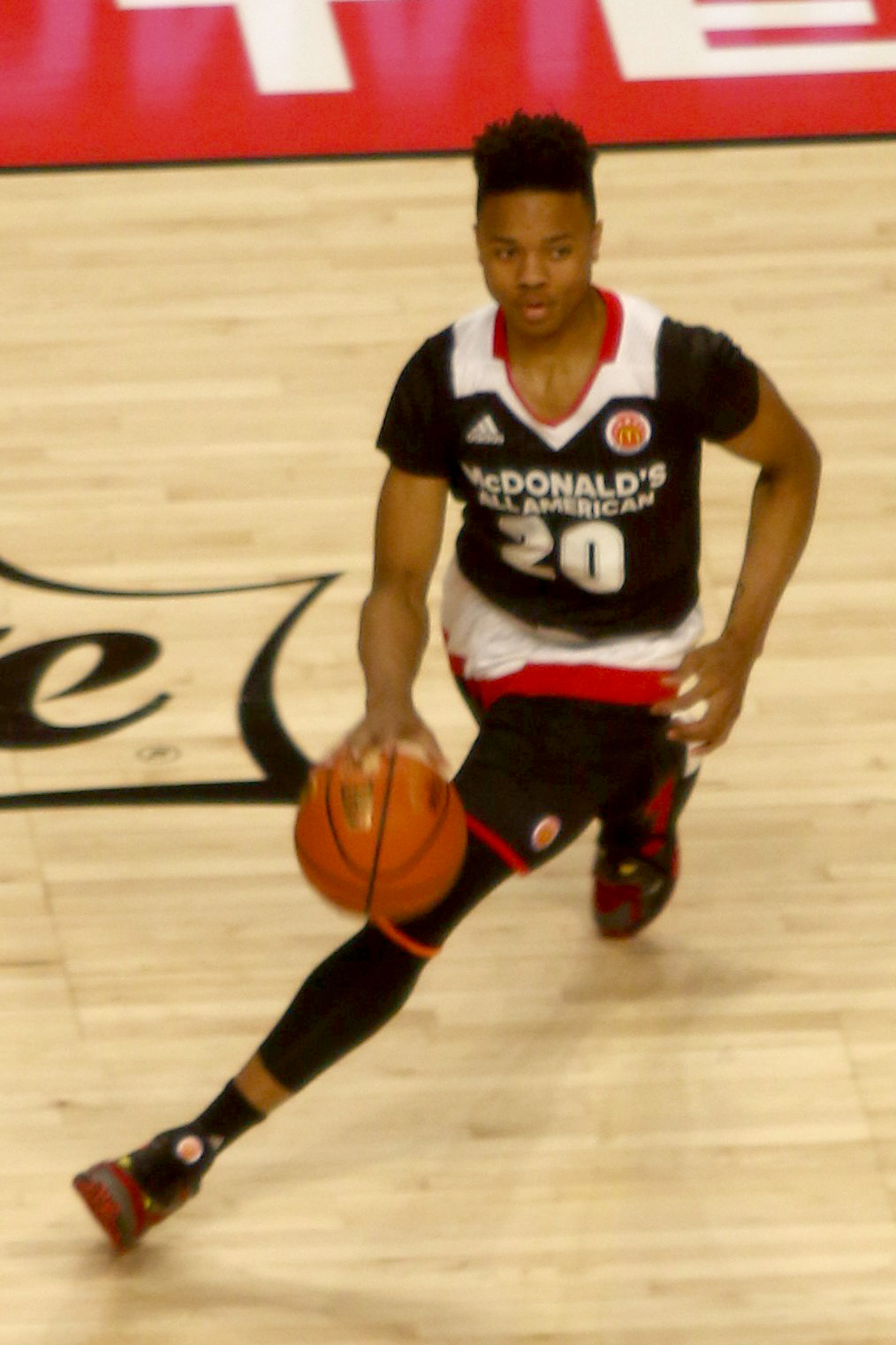
Філадельфія Севенті-Сіксерс під першим загальним номером вибрали Маркелла Фульца через Бостон Селтікс і Бруклін Нетс.

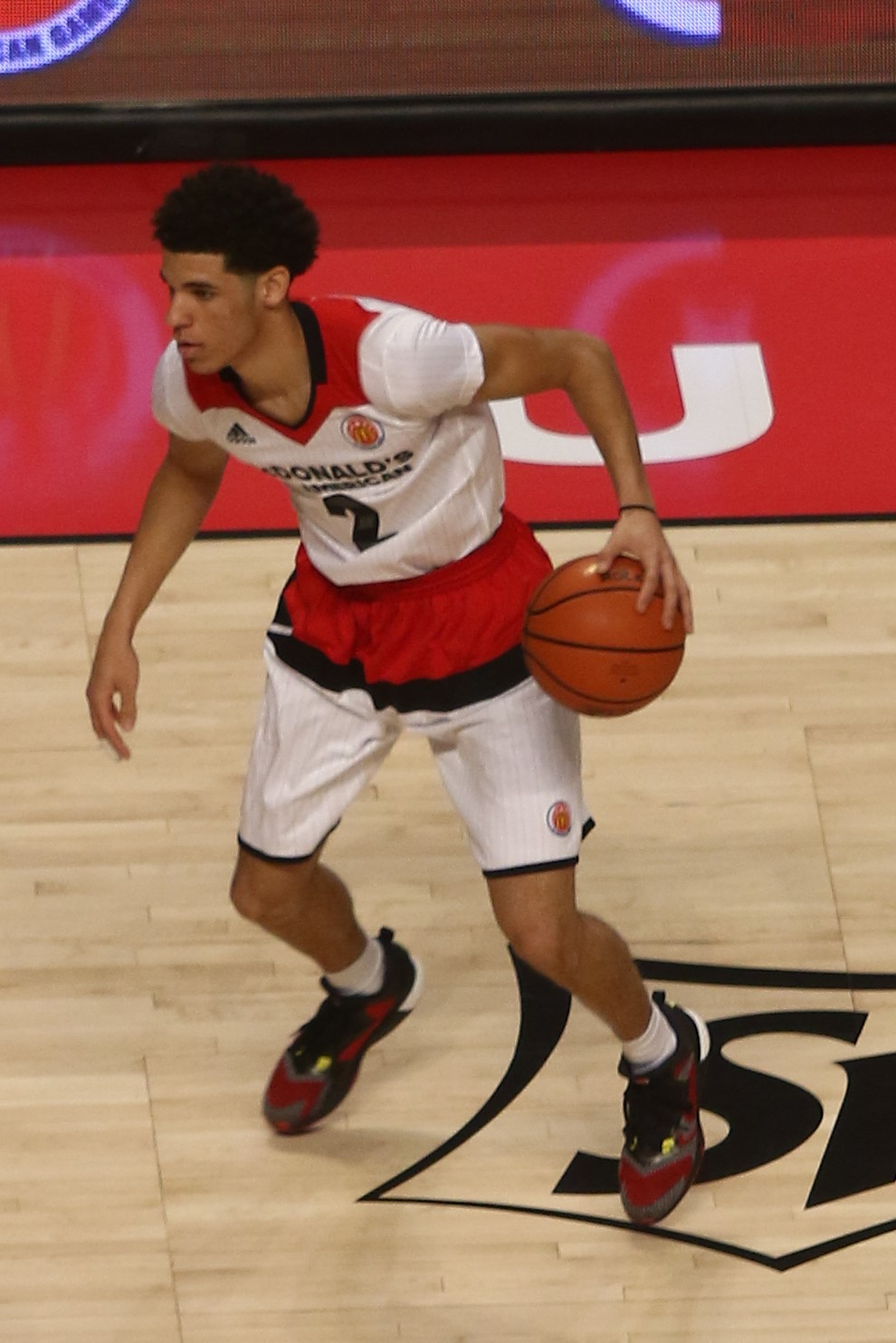
Лос-Анджелес Лейкерс вибрали Лонзо Болла під другим номером.

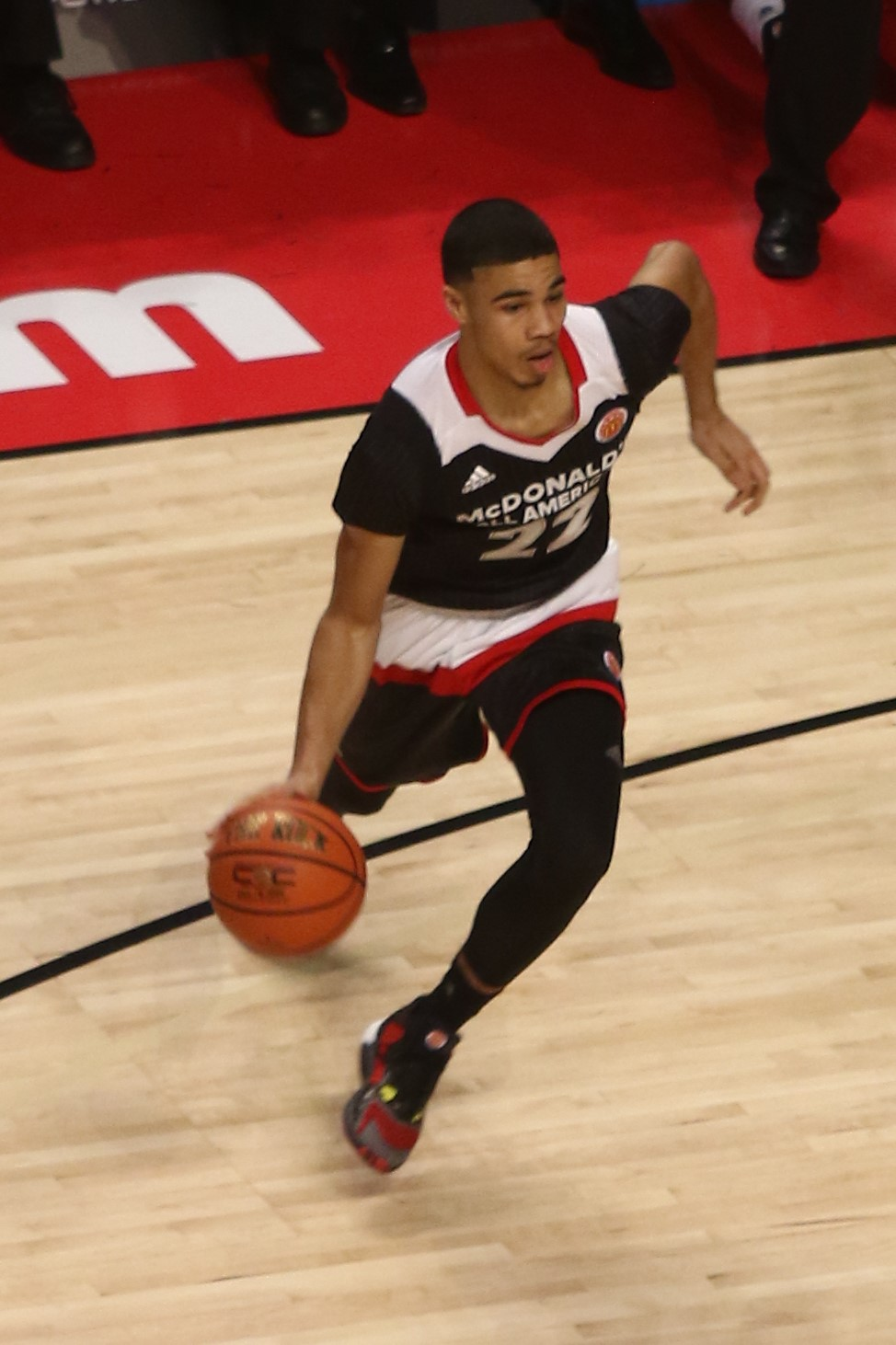
Бостон Селтікс під третім номером вибрали Джейсона Тейтума через Філадельфія Севенті-Сіксерс і Сакраменто Кінґс.

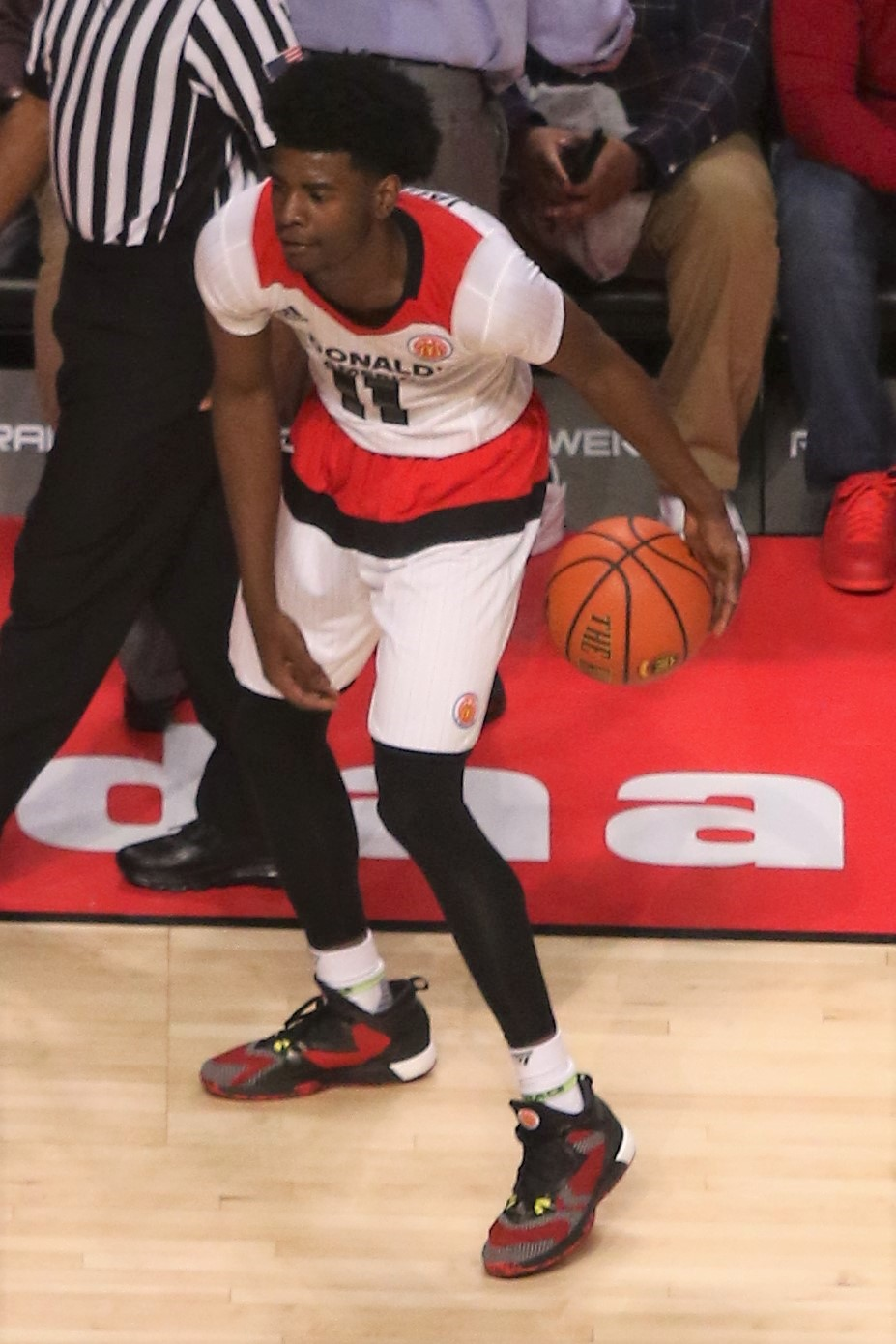
Фінікс Санз вибрав Джоша Джексона під четвертим номером.

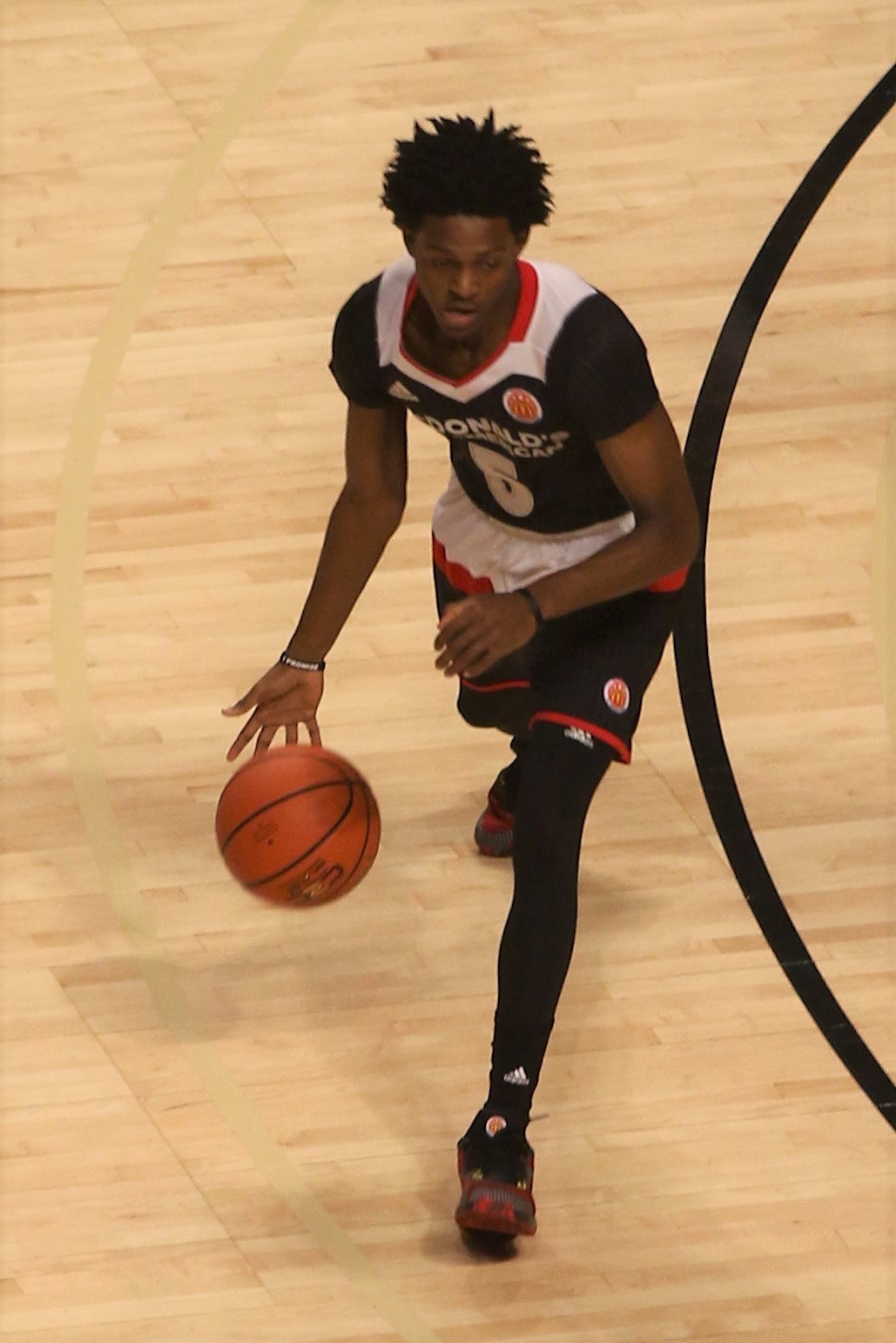
Сакраменто Кінґс під п'ятим номером вибрав Де'Аарона Фокса через Філадельфія Севенті-Сіксерс.

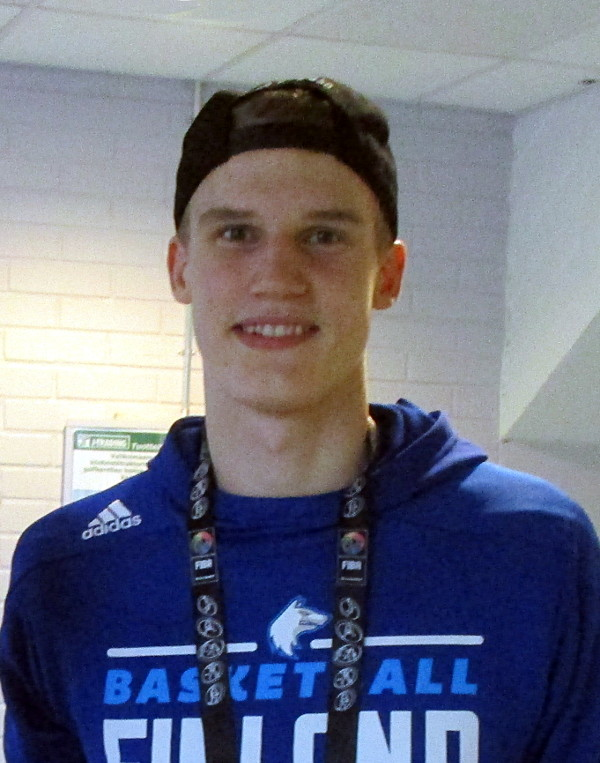
Чикаго Буллз під сьомим номером вибрав Лаурі Маркканена через Міннесота Тімбервулвз.

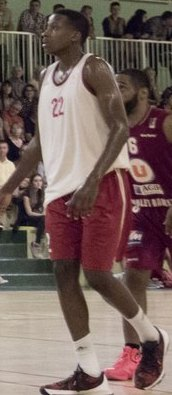
Нью-Йорк Нікс під восьмим номером вибрав Франка Нтілікіну.

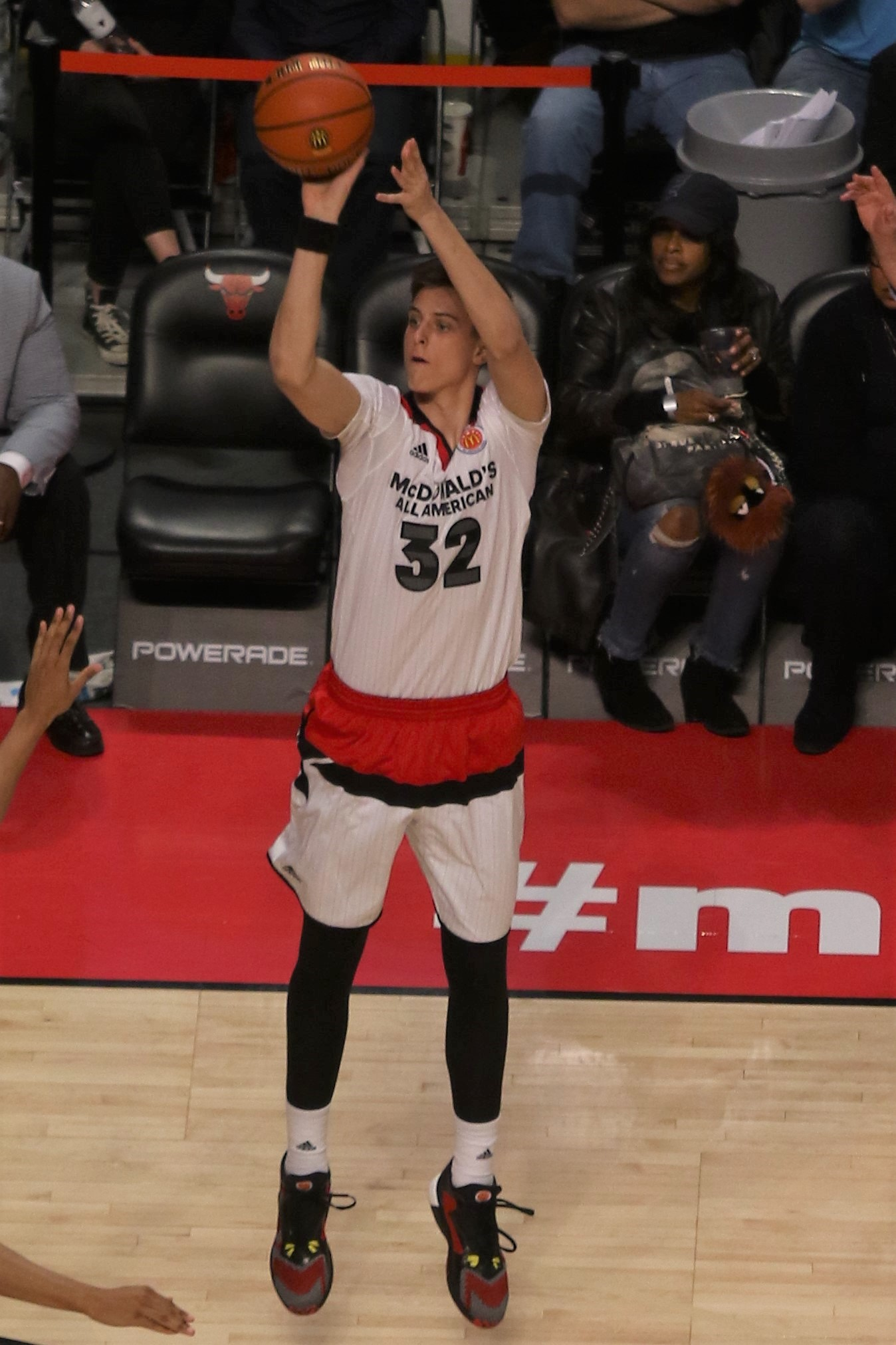
Портленд Трейл-Блейзерс під десятим номером вибрав Зака Коллінса через Сакраменто Кінґс і Нью-Орлінс Пеліканс.

  - Бостон придбав Джеральда Воллеса, Кріса Гамфріса, Кіта Боганса, Маршона Брукса, Кріса Джозефа, драфт-пік першого раунду 2014 року, драфт-пік першого раунду 2016 року, драфт-пік першого раунду 2018 року і опцію обміну драфт-піками першого раунду 2017 року; Бостон активував цю опцію 3 квітня 2017 року.[6]
  - Бруклін придбав Пола Пірса, Кевіна Гарнетта, Джейсона Террі і Ді Джей Вайта; також Бруклін після закінчення попереднього сезону як компенсацію придбав драфт-пік Бостона в другому раунді.[7]
2. 1 2 3 4  19 червня 2017: Від Бостон Селтікс до Філадельфія Севенті-Сіксерс
  - Філадельфія придбала право першого вибору на драфті 2017
  - Бостон придбав право третього вибору на драфті 2017 і драфт-пік Лос-Анджелес Лейкерс в першому раунді 2018 року (№№2-5) або драфт-пік першого раунду 2019 року[8]
3. 1 2 3  10 липня 2015: від Сакраменто Кінґс до Філадельфія Севенті-Сіксерс[9]
  - Філадельфія придбала Ніка Стаускаса, Карла Лендрі, Джейсона Томпсона, драфт-пік першого раунду 2019 року, і право обмінятися драфт-піками першого раунду 2016 і 2017 років
  - Сакраменто придбав драфтові права на Артураса Гудайтіса і Луку Мітровича
4. 1 2 3  20 лютого 2017: від Нью-Орлінс Пеліканс до Сакраменто Кінґс[11]
  - Нью-Орлінс придбав Демаркуса Казінса і Омрі Касспі
  - Сакраменто придбав Бадді Гілда, Тайріка Еванса, Генстона Галловея, драфт-пік Нью-Орлінса в першому раунді 2017 року (захищений топ-3), а також драфт-пік другого раунду (спочатку належав Філадельфії)
5. ↑  22 січня 2013: від Мемфіс Ґріззліс до Клівленд Кавальєрс[14]
  - Мемфіс придбав Джона Луера
  - Клівленд придбав Марріса Спейтса, Джоша Селбі, Вейн Еллінгтон, і майбутній захищений драфт-пік Мемфіса в першому раунді; пік не міг бути використаний для передачі до двох років після того як Мемфіс відправив свій пік першого раундудо Міннесоти (що сталось 2013 року) та був захищений №1-5 і №15-30 у 2015, потім №1-5 у 2017 та 2018

7 січня 2015: від Клівленд Кавальєрс до Денвер Наггетс[15]
  - Клівленд придбав Тимофія Мозгова і гірший з драфт-піків Чикаго і Портленда в другому раунді 2015 року
  - Денвер придбав захищений драфт-пік Оклахоми в першому раунді 2015 року і драфт-пік Мемфіса в першому раунді (захищений до 2018 року)

13 лютого 2017: від Денвер Наггетс до Портленд Трейл-Блейзерс[16]
  - Денвер придбав Мейсона Пламлі і драфт-пік другого раунду 2018 року
  - Портленд придбав юсуфа Нуркича і драфт-пік Мемфіса в першому раунді (захищені до 2018 року №№1-5)
6. ↑  22 лютого 2017: від Вашингтон Візардс до Бруклін Нетс[17]
  - Вашингтон придбав Бояна Богдановича і Кріса Маккаллоу
  - Бруклін придбав Ендрю Ніколсона, Маркуса Торнтона і драфт-пік Вашингтона в першому раунді 2017 року (захищені №№1-14)
7. 1 2  26 серпня 2014: від Лос-Анджелес Кліпперс до Мілвокі Бакс[18]
  - Лос-Анджелес Кліпперс придбали Карлоса Дельфіно, Мирослава Радуліцу, і драфт-пік другого раунду 2015 року
  - Мілвокі придбав Джареда Дадлі і захищений драфт-пік Кліпперс в першому раунді 2017 року

25 червня 2015: від Мілвокі Бакс до Торонто Репторз[19]
  - Мілвокі придбав Грейвіса Васкеса
  - Торонто придбав права на Norman Powell і драфт-пік Лос-Анджелес Кліпперс у першому раунді 2017 року

14 лютого 2017: від Торонто Репторз до Орландо Меджик[20][21]
  - Торонто придбав Сержа Ібаку
  - Орландо придбав Теренса Росса і гірший з драфт-піків Лос-Анджелес Кліпперс і Торонто Репторс в в першому раунді 2017 року
8. ↑  18 лютого 2016: від Клівленд Кавальєрс до Портленд Трейл-Блейзерс[22]
  - Клівленд придбав майбутній драфт-пік другого раунду (2018)
  - Портленд придбав Андерсона Вареджау і майбутній драфт-пік першого раунду

6 січня 2017: від Клівленд Кавальєрс до Портленд Трейл-Блейзерс[23]
  - Клівленд придбав назад власний драфт-пік у першого раунду 2018 року
  - Портленд придбав драфт-пік першого раунду
9. ↑  23 лютого 2017: від Х'юстон Рокетс до Лос-Анджелес Лейкерс[25]
  - Х'юстон придбав Лу Вільямса
  - Лос-Анджелес Лейкерс придбали Корі Брюера драфт-пік Х'юстона в першому раунді 2017 року.
10. 1 2 3 4 5 6 7  28 червня 2013: від Маямі Гіт до Атланта Гокс[27]
  - Маямі придбав драфтові права на Джеймса Енніса (№50)
  - Атланта придбала майбутній драфт-пік другого раунду (2017, пізніше відійшов до Філадельфії)

10 липня 2013: від Нью-Йорк Нікс до Торонто Репторз[28]
  - Нью-Йорк придбав Андреа Барньяні
  - Торонто придбав Маркуса Кембі, Стіва Новака, Квентіна Річардсона, драфт-піки Нью-Йорка: другого раунду 2014 року, першого раунду 2016 року і другого раунду 2017 року (пізніше перейшов до Юти)

10 липня 2013: від Голден-Стейт Ворріорс до Юта Джаз (тристоронній обмін за участю Денвер Наггетс)[29]
  - Голден Стейт придбав Андре Ігуодалу і Кевіна Мерфі
  - Денвер придбав Ренді Фоя і драфт-пік Голден Стейт другого раунду 2018 року
  - Юта придбала Андріса Б'єдріньша, Річарда Джефферсона, Брендона Раша, грошову компенсацію, драфт-пік Денвера в другому раунді 2018 року, а також драфт-піки Голден-Стейт: першого раунду 2014 року, другого раунду 2016 року, першого раунду 2017 року і другого раунду 2017 року (пізніше перейшов до Філадельфії)

10 липня 2014: від Торонто Репторз до Юта Джаз[30]
  - Торонто придбав Діанте Гарретта
  - Юта придбала Стіва Новака і драфт-пік Нью-Йорка в другому раунді 2017 року (пізніше перейшов до Філадельфії)

19 лютого 2015: від Детройт Пістонс до Юта Джаз (тристоронній обмін за участю Оклахома-Сіті Тандер)[31]
  - Детройт придбав Реджі Джексона від Оклахома Сіті
  - Оклахома Сіті придбала енеса кантера і Стіва Новака від Юти; Ді Джей Огастін, Кайл Сінглер, і драфт-пік Детройта в другому раунді 2019 року від Детройта
  - Юта придбала Кендріка Перкінса, Гранта Джерретта, драфтові права на Тібора Пляйса, захищений драфт-пік Оклахоми-Сіті в першому раунді (двохрічна передача першораундового піку була відіслана до Філадельфії 2016 року), всі від Оклахома Сіті, а також драфт-пік Детройта в другому раунді 2017 року від Детройта

26 серпня 2016: від Юта Джаз до Філадельфія Севенті-Сіксерс[32]
  - Юта Джаз придбали Кендалла Маршалла
  - Філадельфія придбала Tibor Pleiß, а також найкращий і найгірший із: драфт-пік Детройта в другому раунді 2017 року, драфт-пік Голден-Стейт в другому раунді (пізніше перейшов до Атланти), драфт-пік Нью-Йорка в другому раунді і драфт-пік Юти в другому раунді

23 лютого 2017: від Атланта Гокс до Філадельфія Севенті-Сіксерс[33]
  - Атланта придбала Ерсана Ільясову
  - Філадельфія придбала Тьяго Спліттера, захищений драфт-пік Маямі в другому раунді 2017 року, а також право поміняти драфт-пік Атланти в другому раунді 2017 року на гірший з двох драфт-піків, які Філадельфія придбала від Юти
11. 1 2  11 липня 2012: від Бруклін Нетс до Атланта Гокс[34]
  - Бруклін придбав Джо Джонсона
  - Атланта придбала Дешона Стівенсона, Жоана Петро, Джордана Фармара, Ентоні Морроу, Джордана Вільямса, драфт-пік Х'юстона в першому раунді 2013 року, а також драфт-пік Брукліна в другому раунді 2017 року

20 червня 2017: від Атланта Гокс до Шарлотт Горнетс[35]
  - Атланта придбала Марко Белінеллі, Майлз Пламлі і 41-й вибір цього драфту
  - Шарлотт придбала Двайта Говарда і 31-й вибір цього драфту
12. ↑  10 серпня 2012: від Лос-Анджелес Лейкерс до Орландо Меджик (чотиристоронній обмін за участю Денвер Наггетс і Філадельфія Севенті-Сіксерс)[37][38]
  - Денвер придбав Андре Ігуодалу від Філадельфії
  - Лос-Анджелес придбав Двайта Говарда, Ерла Кларка і Кріса дугона, всі від Орландо
  - Філадельфія придбала Ендрю Байнума від Лос-Анджелеса і Джейсона Річардсона від Орландо
  - Орландо придбав Аррона Аффлало, Ала Гаррінгтона, драфт-пік Денвера в другому раунді 2013 року, і гірший драфт-піків Нью-Йорка і Денвера в першому раунді 2014 року від Денвера; Николу Вучевича, Maurice Harkless і умовний драфт-пік Філадельфії в першому раунді 2015 року (не перейшов станом на 2017 рік) від Філадельфії; Джоша Макробертса, Крістіана Еєнгу, захищений драфт-пік другого раунду 2015 року, а також захищений драфт-пік Лейкерс в першому раунді 2017 року (конвертовані до Лейкерс піки другого раунду 2017 та 2018, які можуть бути передані Торонто)[39]
13. ↑  
27 липня 2012: Міннесота Тімбервулвз to Фінікс Санз (тристоронній обмін за участю Нью-Орлінс Горнетс (тепер Пеліканс))[41]
  - Фінікс придбав права на Бреда Міллера і Джерома Дайсона від Нью-Орлінс; Веслі Джонсона і захищений драфт-пік першого раунду від Міннесоти
  - Нью-Орлінс придбав Робіна Лопеса, Хакіма Ворріка і грошову винагороду від Фінікса
  - Міннесота придбала драфт-пік Лос-Анджелес Лейкерс в другому раунді 2014 року від Фінікса; драфт-пік Брукліна в другому раунді 2013 року і драфт-пік Міннесоти в другому раунді 2016 року від Нью-Орлінс

9 січня 2015: від Фінікс Санз до Бостон Селтікс[42]
  - Фінікс придбав Брендана Райта
  - Бостон придбав драфт-пік Міннесоти в першому раунді (захищені №№1-12 до 2016 року, converts to Minnesota's 2016 second-round pick and 2017 second-round pick if unconveyed)
14. ↑  
30 червня 2011: від Сакраменто Кінґс до Клівленд Кавальєрс[43]
  - Сакраменто придбав Джей Джей Гіксона
  - Клівленд придбав Омрі Касспі і захищений драфт-пік Сакраменто в першому раунді 2017 року; the pick rolled over through 2017, when it was converted to Sacramento's 2017 second-round pick

6 січня 2014: від Клівленд Кавальєрс до Чикаго Буллз[44]
  - Клівленд придбав Луола Денга
  - Чикаго придбав Ендрю Байнума, захищений драфт-пік Сакраменто в першому раунді, опцію обміну драфт-піками першого раунду 2015 року, драфт-пік Портленда в другому раунді 2015 року і драфт-пік Портленда в другому раунді 2016 року
15. ↑  23 лютого 2017: від Даллас Маверікс до Філадельфія Севенті-Сіксерс[46]
  - Даллас придбав Нерленса Ноела
  - Філадельфія придбала Ендрю Богута, Джастіна Андерсона і драфт-пік Далласа в першому раунді 2017 року (захищені №№1-18, converts to Dallas's 2017 second-round pick and Dallas's 2020 second-round pick if not conveyed)
16. ↑  20 липня 2015: від Денвер Наггетс до Х'юстон Рокетс[48]
  - Х'юстон придбав Тая Лоусона і драфт-пік Денвера в другому раунді 2017 року
  - Денвер придбав Джоуі Дорсі, Ніка Джонсона, Костаса Папаніколау, Пабло Пріджионі, Houston's 2016 lottery-protected first-round pick і грошову винагороду
17. ↑  22 червня 2016: від Чикаго Буллз до Нью-Йорк Нікс[49]
  - Чикаго придбав Хосе Кальдерона, Джеріана Гранта і Робіна Лопеса
  - Нью-Йорк придбав Джастіна Голідея, Дерріка Роуза і драфт-пік Чикаго в другому раунді 2017 року
18. ↑  10 липня 2013: від Портленд Трейл-Блейзерс до Х'юстон Рокетс[50]
  - Х'юстон придбав драфтові права на №45 Марко Тодоровича, драфтові права на №48 2012 року Костас Папаніколау, а також два майбутніх драфт-піки другого раунду
  - Портленд придбав Томаса Робінсона
19. 1 2  7 січня 2014: від Бостон Селтікс до Оклахома-Сіті Тандер[53]
  - Бостон придбав Джеррид Бейлс (від Мемфіса) і Раян Гомес (від Оклахома Сіті)
  - Мемфіс придбав Кортні Лі (від Бостона), драфт-пік другого раунду 2016 року (від Бостона) і грошову винагороду (від Оклахома Сіті)
  - Оклахома Сіті придбала драфт-пік Філадельфії в другому раунді 2014 року і умовний драфт-пік другого раунду 2017 року, обидва від Мемфіса

30 серпня 2016: від Оклахома-Сіті Тандер до Денвер Наггетс[54]
  - Оклахома Сіті придбала Жоффре Ловерня
  - Денвер придбав драфт-пік Мемфіса в другому раунді 2017 року і драфт-пік Оклахоми-Сіті в другому раунді 2017 року
20. ↑  21 червня 2017: від Вашингтон Візардс до Нью-Орлінс Пеліканс[55]
  - Вашингтон придбав Тіма Фрезьєра
  - Нью-Орлінс придбав 52-й вибір на цьому драфті
21. ↑  25 вересня 2014: від Клівленд Кавальєрс до Бостон Селтікс[57]
  - Бостон придбав Кіта Боганса, драфт-піки Клівленда в другому раунді 2016 і 2017 років
  - Клівленд придбав Джона Лукаса, Еріка Мерфі, Двайта Павелла, Малкольма Томаса, захищені під №№31-55 драфт-піки Сакраменто в другому раунді 2015 і 2017 років
22. ↑  22 лютого 2017: від Торонто Репторз до Фінікс Санз[58]
  - Торонто придбав P. J. Tucker
  - Фінікс придбав Джареда Саллінджера, драфт-піки Торонто в другому раунді 2017 і 2018 років, а також грошову компенсацію
23. ↑  15 січня 2015: Лос-Анджелес Кліпперс to Бостон Селтікс (тристоронній обмін за участю Фінікс Санз)[59]
  - Бостон придбав Шавлік Рендольф і торговельний винятон на $2.4 мільйона від Фінікса, Кріма Дагласа-Робертса і драфт-пік другого раунду 2017 року від Лос-Анджелеса
  - Лос-Анджелес придбав Остіна Ріверса від Бостона
  - Фінікс придбав Реджі Буллока від Лос-Анджелеса
24. ↑  19 лютого 2015: від Х'юстон Рокетс до Нью-Йорк Нікс[60]
  - Нью-Йорк придбав Олексія Шведа, драфт-піки Х'юстона в другому раунді 2017 і 2019 років
  - Х'юстон придбав Пабло Пріджионі

### Угоди під час драфту
У день драфту відбулись такі угоди.
1. 1 2  
22 червня 2017: від Міннесота Тімбервулвз до Чикаго Буллз[10]
  - Чикаго придбав драфт-пік Міннесоти в першому раунді (№ 7), Кріса Данна і Зака Лавіна
  - Міннесота придбала Джиммі Батлера і драфт-пік Чикаго в першому раунді (№ 16)
2. 1 2 3  
22 червня 2017: від Сакраменто Кінґс до Портленд Трейл-Блейзерс[12]
  - Портленд придбав драфт-пік Сакраменто в першому раунді (№ 10)
  - Сакраменто придбав драфт-піки Портленда в першому раунді (№ 15 і № 20)
3. 1 2  
22 червня 2017: від Денвер Наггетс до Юта Джаз[13]
  - Юта придбала драфт-пік Денвера в першому раунді (№ 13)
  - Денвер придбав драфт-пік Юти в першому раунді (№ 24) і Трея Лайлза
4. ↑  22 червня 2017: від Орландо Меджик до Філадельфія Севенті-Сіксерс
  - Філадельфія придбала драфт-пік Орландо в першому раунді (№ 25)
  - Орландо придбав захищений драфт-пік першого раунду і драфт-пік другого раунду 2020 року
5. ↑  22 червня 2017: від Лос-Анджелес Лейкерс до Бруклін Нетс[24]
  - Бруклін придбав Деанджело Рассела і Тимофія Мозгова
  - Лос-Анджелес Лейкерс придбали Брука Лопеса і драфт-пік Брукліна в першому раунді (№ 27)
6. 1 2 3  22 червня 2017: від Лос-Анджелес Лейкерс до Юта Джаз[26]
  - Юта придбала драфт-пік ЛА Лейкерс в першому раунді (№ 28)
  - Лос-Анджелес Лейкерс придбали драфт-пік Юти в першому раунді (№ 30) і драфт-пік другого раунду (№ 42)
7. 1 2  22 червня 2017: від Шарлотт Горнетс до Нью-Орлінс Пеліканс[36]
  - Нью-Орлінс придбав драфт-пік Шарлотт в другому раунді (№ 31)
  - Шарлотт придбала драфт-пік Нью-Орлінс в другому раунді (№ 40) і грошову винагороду
8. ↑  22 червня 2017: від Орландо Меджик до Мемфіс Ґріззліс[40]
  - Мемфіс придбав драфт-пік Орландо в другому раунді (№ 35)
  - Орландо придбав майбутній драфт-пік другого раунду від Мемфіса
9. ↑  
22 червня 2017: від Чикаго Буллз до Голден-Стейт[45]
  - Голден Стейт придбав драфт-пік Чикаго в другому раунді (№ 38)
  - Чикаго отримав грошову компенсацію
10. ↑  22 червня 2017: від Філадельфія Севенті-Сіксерс до Лос-Анджелес Кліпперс[47]
  - Кліпперс придбав драфт-пік Філадельфії в другому раунді (№ 39)
  - Філадельфія отримала грошову компенсацію
11. ↑  22 червня 2017: від Х'юстон Рокетс до Мемфіс Ґріззліс[40]
  - Мемфіс придбав драфт-пік Х'юстона в другому раунді (№ 45)
  - Х'юстон придбав майбутній вибір у другому раунді від Мемфіса
12. ↑  22 червня 2017: від Філадельфія Севенті-Сіксерс до Мілвокі Бакс[51]
  - Мілвокі придбав драфт-пік Філадельфії в другому раунді (№ 46)
  - Філадельфія отримала грошову компенсацію
13. ↑  22 червня 2017: від Мілвокі Бакс до Лос-Анджелес Кліпперс[52]
  - Лос-Анджелес Кліпперс придбав драфт-пік Мілвокі в другому раунді (№ 48)
  - Мілвокі отримав грошову компенсацію
14. ↑  22 червня 2017: від Нью-Орлінс Пеліканс до Індіана Пейсерз[56]
  - Пейсерз придбали драфт-пік Нью-Орлінс у другому раунді (№ 52)
  - Нью-Орлінс отримали грошову компенсацію

## Нотатки
1. ↑  Громадянство означає національну збірну гравця, або яку країну він представляє. Якщо гравець не грав на міжнародному рівні, тоді цей пункт означає за збірну якої країни він може грати за правилами FIBA.
2. ↑  Франк Нтілікіна народився в Бельгії від руандійських батьків, але грав за збірну Франції.
3. ↑  T. J. Leaf народився в Ізраїлі, але виріс у США. Він має подвійне громадянство, але грав за збірну Ізраїлю.
4. ↑  Огугуа Анунобі народився в Лондоні від нігерійських батьків.
5. 1 2  Як Семі Оджелеє так і Айк Анікбогу народилися в США від нігерійських батьків.
6. ↑  Тайлер Дорсі народився і виріс у США, але отримав подвійне з грецьким громадянство, оскільки його мати гречанка; Дорсі грав за збірну Греції під ім'ям Тайлер Нторсі.
7. ↑  Ізая Гартенштайн народився і виріс в Юджіні (штат Орегон), але офіційно має німецьке громадянство, оскільки його батько був там професійним гравцем.
8. ↑  Матіас Лессор народився на Мартиніці, французьких володіннях на Карибах. Це заморський департамент Франції з таким самим політичним статусом, як і департаменти в межах метрополії.
9. ↑  Александар Везенков народився на Кіпрі і виріс у грецьких спільнотах як на Кіпрі так і в Греції, але грав за збірну Болгарії.